# Mayor of Kingstown
Mayor of Kingstown ist eine US-amerikanische Krimi-Thriller-Fernsehserie von Taylor Sheridan und Hugh Dillon und wird seit 2021 beim Streamingdienst Paramount+ veröffentlicht. Hauptdarsteller ist Jeremy Renner.

## Handlung
In der fiktiven Industriestadt Kingstown beherrschen mehrere dort angesiedelte Gefängnisse das Stadtleben. Der Strafvollzug stellt damit den wichtigsten Wirtschaftszweig der Stadt da. Die einflussreiche Familie McLusky und insbesondere die Brüder Mitch und Mike McLusky versuchen seit Jahrzehnten auf ihre Art und mit ganz eigenen Methoden als inoffizielle Fixer durch Vermittlungen zwischen Straßengangs, Gefängnisinsassen, Vollzugsbeamten und Polizei den Frieden in der Stadt zu bewahren und für ausgeglichene Machtverhältnisse zu sorgen. Der jüngste Bruder Kyle McLusky arbeitet direkt bei der Polizei. Sie müssen sich dabei mit Mördern, Drogendealern und verschiedenen Mafia Gruppierungen auseinandersetzen. Dabei behandelt die Serie insbesondere Themen wie Rassismus, Korruption und Gewalt.

## Episodenliste

### Staffel 1
| Nr. (ges.) | Nr. (St.) | Deutscher Titel                 | Originaltitel          | Erstveröffentlichung USA | Deutschsprachige Erstveröffentlichung (D/A/CH) | Regie           | Drehbuch                                            |
| ---------- | --------- | ------------------------------- | ---------------------- | ------------------------ | ---------------------------------------------- | --------------- | --------------------------------------------------- |
| 1          | 1         | Der Bürgermeister von Kingstown | The Mayor of Kingstown | 14. Nov. 2021            | 8. Dez. 2022                                   | Taylor Sheridan | Taylor Sheridan Idee: Taylor Sheridan & Hugh Dillon |
| 2          | 2         | Der Anfang vom Ende             | The End Begins         | 14. Nov. 2021            | 8. Dez. 2022                                   | Ben Richardson  | Taylor Sheridan                                     |
| 3          | 3         | Einfach Mord                    | Simply Murder          | 21. Nov. 2021            | 8. Dez. 2022                                   | Taylor Sheridan | Taylor Sheridan                                     |
| 4          | 4         | Der Preis                       | The Price              | 28. Nov. 2021            | 8. Dez. 2022                                   | Ben Richardson  | Taylor Sheridan                                     |
| 5          | 5         | Orion                           | Orion                  | 5. Dez. 2021             | 8. Dez. 2022                                   | Guy Ferland     | Taylor Sheridan                                     |
| 6          | 6         | Jede Feder                      | Every Feather          | 12. Dez. 2021            | 8. Dez. 2022                                   | Guy Ferland     | Taylor Sheridan                                     |
| 7          | 7         | Im Netz der Spinne              | Along Came a Spider    | 19. Dez. 2021            | 8. Dez. 2022                                   | Clark Johnson   | Taylor Sheridan                                     |
| 8          | 8         | Der Teufel sind wir             | The Devil Is Us        | 26. Dez. 2021            | 8. Dez. 2022                                   | Clark Johnson   | Taylor Sheridan                                     |
| 9          | 9         | Die Lüge der Wahrheit           | The Lie of the Truth   | 2. Jan. 2022             | 8. Dez. 2022                                   | Stephen Kay     | Taylor Sheridan                                     |
| 10         | 10        | Dieses Stück meiner Seele       | This Piece of My Soul  | 9. Jan. 2022             | 8. Dez. 2022                                   | Stephen Kay     | Taylor Sheridan                                     |

### Staffel 2
| Nr. (ges.) | Nr. (St.) | Deutscher Titel              | Originaltitel         | Erstveröffentlichung USA | Deutschsprachige Erstveröffentlichung (D/A/CH) | Regie       | Drehbuch                                |
| ---------- | --------- | ---------------------------- | --------------------- | ------------------------ | ---------------------------------------------- | ----------- | --------------------------------------- |
| 11         | 1         | Noch keine Taube verfehlt    | Never Missed a Pigeon | 15. Jan. 2023            | 2. März 2023                                   | Stephen Kay | Dave Erickson, Taylor Sheridan          |
| 12         | 2         | Dem Teufel ins Auge geblickt | Staring at the Devil  | 22. Jan. 2023            | 2. März 2023                                   | Stephen Kay | Taylor Sheridan                         |
| 13         | 3         | Blind um Fünf                | Five at Five          | 29. Jan. 2023            | 2. März 2023                                   | Tasha Smith | Keli Golf                               |
| 14         | 4         | Der Pool                     | The Pool              | 5. Feb. 2023             | 2. März 2023                                   | Tasha Smith | Evan Ball                               |
| 15         | 5         | Todesfalle                   | Kill Box              | 12. Feb. 2023            | 2. März 2023                                   | Guy Ferland | Leon Hendrix III                        |
| 16         | 6         | Der richtige Riecher         | Left with the Nose    | 19. Feb. 2023            | 2. März 2023                                   | Guy Ferland | Christian Donovan                       |
| 17         | 7         | Drohnen                      | Drones                | 26. Feb. 2023            | 2. März 2023                                   | Stephen Kay | Regina Corrado                          |
| 18         | 8         | Sante Jesus                  | Santa Jesus           | 5. März 2023             | 22. Juni 2023                                  | Stephen Kay | Hugh Dillon, Stephen Kay                |
| 19         | 9         | Friede im Tal                | Peace in the Valley   | 12. März 2023            | 29. Juni 2023                                  | Stephen Kay | Christian Donovan, James Arcega Tinsley |
| 20         | 10        | Kleine grüne Ameise          | Little Green Ant      | 19. März 2023            | 6. Juli 2023                                   | Stephen Kay | Regina Corrado, Dave Erickson           |

### Staffel 3
| Nr. (ges.) | Nr. (St.) | Deutscher Titel       | Originaltitel                   | Erstveröffentlichung USA | Deutschsprachige Erstveröffentlichung (D/A/CH) | Regie              | Drehbuch                          |
| ---------- | --------- | --------------------- | ------------------------------- | ------------------------ | ---------------------------------------------- | ------------------ | --------------------------------- |
| 21         | 1         | Soldatenherz          | Soldier’s Heart                 | 2. Juni 2024             | 3. Juni 2024                                   | Christoph Schrewe  | Dave Erickson                     |
| 22         | 2         | Eingeweide            | Guts                            | 9. Juni 2024             | 10. Juni 2024                                  | Christoph Schrewe  | Regina Corrado                    |
| 23         | 3         | Barbaren vor dem Tor  | Barbarians at the Gate          | 16. Juni 2024            | 17. Juni 2024                                  | Nina Lopez-Corrado | Wendy Riss                        |
| 24         | 4         | Stoffpuppe            | Rag Doll                        | 23. Juni 2024            | 24. Juni 2024                                  | Nina Lopez-Corrado | Aalia Brown                       |
| 25         | 5         | Iris                  | Iris                            | 30. Juni 2024            | 1. Juli 2024                                   | Paul Cameron       | Christian Donovan                 |
| 26         | 6         | Ökoton                | Ecotone                         | 7. Juli 2024             | 8. Juli 2024                                   | Paul Cameron       | James Arcega Tinsley              |
| 27         | 7         | Marya war hier        | Marya Was Here                  | 14. Juli 2024            | 15. Juli 2024                                  | Guy Ferland        | Wendy Riss, Molly Forman          |
| 28         | 8         | Captain Pech          | Captain of the Shit Out of Luck | 21. Juli 2024            | 21. Juli 2024                                  | Guy Ferland        | Hugh Dillion                      |
| 29         | 9         | Zuhause in der Prärie | Home on the Range               | 28. Juli 2024            | 29. Juli 2024                                  | Christoph Schrewe  | Regina Corrado, Jeremiah Wessling |
| 30         | 10        | Denkzettel            | Comeuppance                     | 4. Aug. 2024             | 5. Aug. 2024                                   | Christoph Schrewe  | Dave Erickson                     |

## Besetzung und Synchronisation
Die deutschsprachige Fassung entsteht bei der Studio Hamburg Synchron in Berlin unter der Dialogregie sowie den Dialogbüchern von Mike Betz.
| Rollenname                 | Schauspieler          | Folgen                | Synchronsprecher                                  |
| -------------------------- | --------------------- | --------------------- | ------------------------------------------------- |
| Mike McLusky               | Jeremy Renner         | 1.01–                 | Gerrit Schmidt-Foß                                |
| Kyle McLusky               | Taylor Handley        | 1.01–                 | Florian Clyde                                     |
| Lt. Ian Ferguson           | Hugh Dillon           | 1.01–                 | Oliver Siebeck (1.01–1.10), Matthias Klie (2.01–) |
| Miriam McLusky †           | Dianne Wiest          | 1.01–2.10             | Kerstin Sanders-Dornseif                          |
| Mitchell „Mitch“ McLusk †  | Kyle Chandler         | 1.01                  |                                                   |
| Deverin „Bunny“ Washington | Tobi Bamtefa          | 1.01–                 | Johann Fohl                                       |
| Iris †                     | Emma Laird            | 1.01–3.10             | Amelie Plaas-Link                                 |
| Tracy McLusky              | Nishi Munshi          | 1.01–                 | Flavia Vinzens (1.01–1.10), Maxi Geithner (2.01–) |
| Stevie                     | Derek Webster         | 1.01–                 | Robert Glatzeder                                  |
| Robert Sawyer              | Hamish Allan-Headley  | 1.01–                 | Matthias Deutelmoser                              |
| P-Dog                      | Pha'rez Lass          | 1.01–1.10             | Marios Gavrilis                                   |
| Milo Sunter                | Aidan Gillen          | 1.01–                 | Hanns Jörg Krumpholz                              |
| Captain Kareem Moore       | Michael Beach         | 1.01–                 | Tilo Schmitz                                      |
| Rebecca                    | Nichole Galicia       | 1.01–3.09             | Annabelle Mandeng                                 |
| Ed Simmons †               | James Jordan          | 1.01–1.10             | Daniel Welbat                                     |
| Joseph †                   | George Tchortov       | 1.01–2.09             |                                                   |
| Keno                       | Derek Basco           | 1.04–                 | Sebastian Christoph Jacob                         |
| Evelyn Foley               | Necar Zadegan         | 1.04–                 | Nora Kunzendorf                                   |
| Carney                     | Lane Garrison         | 2.01–                 | Christoph Banken                                  |
| Konstantin Noskov †        | Yorick van Wageningen | 3.01, 3.03–3.10       | Andreas Müller                                    |
| Roman †                    | Mark Ivanir           | 3.01, 3.03, 3.05–3.10 | Marko Bräutigam                                   |
| Anna Fletcher              | Paula Malcomson       | 3.02, 3.04, 3.10      |                                                   |

## Produktion und Ausstrahlung
Im Januar 2020 kündigte Paramount die Serie an. In dessen Folge der Cast um Jeremy Renner, Dianne Wiest, Emma Laird, Taylor Handley und Hugh Dillon bekannt wurde. Produziert wird die Serie von den MTV Entertainment Studios, Ranch Productions und 101 Studios. Taylor Sheridan und Hugh Dillon, die sich bei gemeinsamen Dreharbeiten zu Durham County – Im Rausch der Gewalt und Flashpoint – Das Spezialkommando kennengelernt haben, haben eigenen Angaben zu Folge über zehn Jahre an dem Serienprojekt gearbeitet. Der Schlüssel der Serie sei von Beginn an gewesen, dass keine Serienfigur sicher sei.
Die Dreharbeiten zu der ersten Staffel fanden von Mai bis Oktober 2021 in der kanadischen Provinz Ontario unter anderem in den Städten Burlington, Hamilton und Kingston sowie in den Stratagem Studios in Toronto statt.
Die Fernsehserie feierte ihre Premiere in den Vereinigten Staaten am 14. November 2021 auf Paramount+. Am 15. Januar 2023 folgte die zweite Staffel und die dritte Staffel feierte am 2. Juni 2024 seine US-Premiere.
In Deutschland folgte die Premiere ebenfalls bei Paramount+ am 8. Dezember 2022. Die zweite Staffel wurde ab dem 2. März 2023 veröffentlicht. Am 3. Juni 2024 erschien die dritte Staffel.
Im Dezember 2024 wurde die Serie um eine vierte Staffel verlängert.

## Hintergrund
Kingstown beschreibt eine fiktive Stadt, jedoch gibt es einen wahren Bezug. Sie basiert auf der kanadischen Stadt Kingston in Ontario, der Heimatstadt von Co-Serienschöpfer Hugh Dillon, die dafür bekannt ist tatsächlich mehrere große Gefängnisse auf ihrem Stadtgebiet zu betreiben. Die historische Justizvollzugsanstalt Kingston Penitentiary wurde zu einem Museum umfunktioniert und dient als Drehort für Szenen, die im Gefängsnisinnenhof spielen.

## Rezeption
Viola Wilke schreibt für den Spiegel, dass die Serie mit der rauen Darstellung einer fiktiven Realität glänze und man dabei überzogene Dramatik vergebens suchen würde. Jeremy Renner überzeuge dabei in seiner Rolle als Mike McLusky.
Für Quotenmeter.de schreibt Marc Schneider in einer Kritik zur Veröffentlichung in Deutschland, insbesondere die Auftaktfolge würde einen schweren Start hinlegen, weil zu viele Informationen hineingelegt wurden. Der schnelle Schnitt lasse keine Charakterentwicklung zu. Jedoch lasse diese Problematik ab der zweiten Folge nach und sobald sich Zeit für die einzelnen Handlungstränge genommen wird, werde die Serie Stück für Stück zu einem durchweg überzeugenden Kriminaldrama. Trotz des Fehlens von Humor schaffe es die Serienproduktion, den Zuschauer Folge für Folge mehr in ihren Bann zu ziehen.
Bei Serienjunkies.de schreibt Bjarne Bock in einer Rezension über die erste Folge, dass Taylor Sheridan mit dieser Serie den Bogen überspannt haben könnte, weil dieses Drama kaum etwas zu bieten habe. Auch die Darbietung von Jeremy Renner wird als emtionslos und charmlos beschrieben. Und wird damit als Kontrast zu Sheridans Erfolgsformat Yellowstone genannt.